# Claude Galametz
Claude Galametz, né le 13 décembre 1942 à Amettes, est un homme politique français, membre du PS.

## Biographie
Il est conseiller municipal d’Amettes  de 1971 à 1977, adjoint au maire de Lillers de 1983 à  1989, maire de Lillers de 1989 à 1995, conseiller régional en 1996 et vice président du conseil régional du Nord Pas de Calais, chargé de la santé de 1998 à 2004.